# دختران گیلمور
دختران گیلمور (انگلیسی: Gilmore Girls) یک سریال تلویزیونی کمدی-درام آمریکایی بود که از سال ۲۰۰۰ تا ۲۰۰۷ پخش می‌شد.ستارگان اصلی این سریال لورن گراهام، الکسیز بلدل و ملیسا مک‌کارتی بودند.

## خلاصه داستان
داستان در مورد روزهای معمولی از زندگی مادر و دختری در یک شهر کوچک اطراف نیویورک است. ماجرای شادبودن‌ها و غمگین‌شدن‌ها، نیازها و تلاش‌ها، موفق‌شدن‌ها و گاهی هم شکست‌خوردن‌ها. مادر ۳۲ ساله است و دختری ۱۶ ساله دارد. کابوس او در زندگی این است که دخترش اشتباهات او را تکرار کند و تمامی توان خود را در جلوگیری از این موضوع می‌کند...